# Vẹo cột sống
Vẹo cột sống là một tình trạng y tế trong đó cột sống của một người bị cong sang một bên. Đường cong thường là có hình chữ "S" - hoặc "C" - trên không gian ba chiều. Ở một số người, mức độ của đường cong là ổn định, trong khi ở những người khác độ cong tăng theo thời gian. Vẹo cột sống nhẹ thường không gây ra vấn đề, trong khi trường hợp nghiêm trọng có thể cản trở hô hấp. Thông thường, vẹo cột sống không gây đau đớn.
Nguyên nhân của hầu hết các trường hợp chưa được biết, nhưng được cho là liên quan đến sự kết hợp của các yếu tố di truyền và môi trường. Các yếu tố rủi ro bao gồm các thành viên gia đình cũng bị vẹo cột sống. Nó cũng có thể xảy ra do một tình trạng khác như co thắt cơ bắp, bại não, hội chứng Marfan và các khối u như u sợi thần kinh. Chẩn đoán được xác nhận bằng X-quang. Vẹo cột sống thường được phân loại là mang tính cấu trúc trong đó cột sống cong một cách cố định hoặc mang tính chức năng trong đó cột sống phần dưới là bình thường.
Điều trị phụ thuộc vào mức độ của đường cong, vị trí và nguyên nhân. Đường cong nhỏ có thể chỉ đơn giản là được theo dõi định kỳ. Phương pháp điều trị có thể bao gồm nẹp dây, các bài tập nhất định và phẫu thuật. Nẹp phải được trang bị cho người và được sử dụng hàng ngày cho đến khi ngừng phát triển. Các bài tập cụ thể có thể được sử dụng để cố gắng giảm nguy cơ xấu đi. Chúng có thể được thực hiện một mình hoặc cùng với các phương pháp điều trị khác như nẹp. Bằng chứng cho việc thao tác chỉnh chi, bổ sung chế độ ăn uống, hoặc các bài tập có thể ngăn ngừa tình trạng xấu đi là thấp. Tuy nhiên, tập thể dục vẫn được khuyến khích do lợi ích sức khỏe khác của nó.
Vẹo cột sống xảy ra ở khoảng 3% số người. Nó thường xảy ra ở độ tuổi từ 10 đến 20. Con gái thường bị bệnh này ảnh hưởng nghiêm trọng hơn con trai.